# Funaria fritzei
Funaria fritzei là một loài Rêu trong họ Funariaceae. Loài này được Geh. mô tả khoa học đầu tiên năm 1910.